# Carol Chénard
Carol Anne Chénard (* 17. Februar 1977), auch Carol Chenard, ist eine ehemalige kanadische Fußballschiedsrichterin. Sie war die erste Schiedsrichterin, die zwei Finalspiele bei den U-20-Fußball-Weltmeisterschaften der Frauen pfiff. Bei den Olympischen Spielen 2016 leitete sie das Finale zwischen Schweden und Deutschland.

## Werdegang
Chenard ist die Tochter eines Eisschnelllaufoffiziellen und praktizierte diesen Sport ebenfalls sowie Basketball, Fußball und Volleyball. Sie hat einen Universitätsabschluss in Mikrobiologie und Immunologie der McGill University und lebt in Ottawa.
Chenard war von 2006 bis 2020 internationale Schiedsrichterin. Ihr erstes größeres Turnier war die CONCACAF U-20-Meisterschaft der Frauen 2008 in Mexiko. Danach wurde sie immer wieder bei CONCACAF-Meisterschaften, Weltmeisterschaften und den Olympischen Spielen eingesetzt. Bei zehn Spielen der deutschen Fußballnationalmannschaft der Frauen kam sie bisher zum Einsatz, womit sie Rekordschiedsrichterin bei Spielen der deutschen Frauen ist. Zudem leitete sie sechs Spiele der U-20-Mannschaft bei WM-Turnieren. 2010 und 2014 leitete sie die Endspiele der U-20-Fußball-Weltmeisterschaft der Frauen. Dabei standen sich jeweils Deutschland und Nigeria gegenüber. Am 30. März 2015 wurde sie als eine von 29 Schiedsrichterinnen für die WM 2015 in ihrem Heimatland ausgewählt. Das erste Spiel, für das sie als Schiedsrichterin nominiert wurde, war das Spiel von Ex-Weltmeister Deutschland gegen WM-Neuling Elfenbeinküste an ihrem Wohnort Ottawa. Am 2. Mai 2016 wurde sie für das olympische Fußballturnier 2016 nominiert, am 18. August leitete sie das Finale zwischen Schweden und Deutschland (als zweite Kanadierin nach Sonia Denoncourt bei den Olympischen Spielen 2000).
Im Oktober 2017 gehörte sie als eine von sieben Schiedsrichterinnen zum unterstützenden Schiedsrichterinnenteam bei der U-17-Fußball-Weltmeisterschaft 2017, womit erstmals Frauen bei einer WM der Männer zum Einsatz kamen.
Am 3. Dezember 2018 wurde sie für die Fußball-Weltmeisterschaft der Frauen 2019 nominiert. Am 4. Juni 2019 wurde von der FIFA bekannt gegeben, dass sie ausfällt, da sie an Brustkrebs erkrankt ist. Am 15. Oktober 2020 gab sie aus gesundheitlichen Gründen ihren Rücktritt als FIFA-Schiedsrichterin bekannt.
Sie wurde als Videoschiedsrichterin für die U-17-Weltmeisterschaft 2022 in Indien und die WM 2023 in Australien und Neuseeland nominiert, wo sie beim Eröffnungsspiel, bei dem in der 90. Minute aufgrund der Entscheidung der Videoschiedsrichterinnen ein Handelfmeter gegeben wurde, drei weiteren Gruppenspielen und drei Spielen der Finalrunde zum Einsatz kam.

## Länderspiele der deutschen Mannschaft
Mit zehn Spielen ist sie die Schiedsrichterin, die die meisten Spiele der deutschen Nationalmannschaft der Frauen leitete. Zudem war sie Videoschiedsrichterin beim WM-Spiel gegen Marokko am 28. Juli 2023
| Algarve-Cup Gruppenspiel, 5. März 2008 in Faro/Loulé                      |   |                |                                 |
| Deutschland                                                               | – | Dänemark       | 0:1 (0:0)                       |
| Algarve-Cup Spiel um Platz 3, 12. März 2008 in Vila Real de Santo António |   |                |                                 |
| Deutschland                                                               | – | Norwegen       | 0:2 (0:1)                       |
| Algarve-Cup Gruppenspiel, 4. März 2009 in Albufeira                       |   |                |                                 |
| Deutschland                                                               | – | Finnland       | 2:0 (0:0)                       |
| Freundschaftsspiel, 23. Oktober 2012 in East Hartford                     |   |                |                                 |
| USA                                                                       | – | Deutschland    | 2:2 (1:0)                       |
| Algarve-Cup Finale, 13. März 2013 in Faro/Loulé                           |   |                |                                 |
| Deutschland                                                               | – | USA            | 0:2 (0:2)                       |
| WM-Gruppenspiel, 7. Juni 2015 in Ottawa                                   |   |                |                                 |
| Deutschland                                                               | – | Elfenbeinküste | 10:0 (5:0)                      |
| WM-Viertelfinale, 26. Juni 2015 in Montréal                               |   |                |                                 |
| Deutschland                                                               | – | Frankreich     | 1:1 n. V. (1:1, 0:0), 5:4 i. E. |
| SheBelieves Cup 2016, 9./10. März 2016 in Orlando                         |   |                |                                 |
| USA                                                                       | – | Deutschland    | 2:1 (2:1)                       |
| Olympia-Finale, 19. August 2016 in Rio de Janeiro                         |   |                |                                 |
| Schweden                                                                  | – | Deutschland    | 1:2 (0:0)                       |
| SheBelieves Cup 2017, 1./2. März 2017 in Chester                          |   |                |                                 |
| USA                                                                       | – | Deutschland    | 1:0 (0:0)                       |

## Einsätze bei Turnieren

### CONCACAF U-20-Meisterschaft 2008
| Gruppe A, 18. Juni 2008 in Puebla |   |                     |           |
| Mexiko                            | – | Kuba                | 7:0 (4:0) |
| Gruppe A, 22. Juni 2008 in Puebla |   |                     |           |
| Kuba                              | – | Trinidad und Tobago | 1:6 (0:3) |

### U-20-Weltmeisterschaft 2008
| Gruppe A, 22. November 2008 in Coquimbo   |   |             |           |
| Nigeria                                   | – | England     | 1:1 (0:1) |
| Gruppe B, 26. November 2008 in La Florida |   |             |           |
| Argentinien                               | – | Frankreich  | 1:3 (1:0) |
| Viertelfinale, 1. Dezember 2008 in Temuco |   |             |           |
| Brasilien                                 | – | Deutschland | 2:3 (1:1) |
| Halbfinale, 4. Dezember 2008 in Temuco    |   |             |           |
| Frankreich                                | – | Nordkorea   | 1:2 (0:0) |

### CONCACAF U-20-Meisterschaft 2010
| Gruppe B, 21. Januar 2010 in Guatemala-Stadt |   |                     |           |
| Trinidad & Tobago                            | – | Mexiko              | 1:2 (1:1) |
| Gruppe B, 25. Januar 2010 in Guatemala-Stadt |   |                     |           |
| Jamaika                                      | – | Trinidad und Tobago | 0:1 (0:0) |

### U-20-Weltmeisterschaft 2010
| Gruppe B, 13. Juli 2010 in Bielefeld |   |            |           |
| Schweden                             | – | Neuseeland | 2:1 (0:1) |
| Gruppe A, 16. Juli 2010 in Bochum    |   |            |           |
| Deutschland                          | – | Kolumbien  | 3:1 (1:0) |
| Gruppe B, 20. Juli 2010 in Augsburg  |   |            |           |
| Nordkorea                            | – | Schweden   | 2:3 (1:1) |
| Finale, 1. August 2010 in Bielefeld  |   |            |           |
| Deutschland                          | – | Nigeria    | 2:0 (1:0) |

### CONCACAF Women’s Gold Cup 2010
| Gruppe B, 28. Oktober 2010 in Cancún |   |       |           |
| USA                                  | – | Haiti | 5:0 (4:0) |

### Weltmeisterschaft 2011
| Gruppe C, 28. Juni 2011 in Leverkusen          |   |          |           |
| Kolumbien                                      | – | Schweden | 0:1 (0:0) |
| Gruppe B, 5. Juli 2011 in Augsburg             |   |          |           |
| England                                        | – | Japan    | 2:0 (1:0) |
| Halbfinale, 13. Juli 2011 in Frankfurt am Main |   |          |           |
| Japan                                          | – | Schweden | 3:1 (1:1) |

### Olympisches Fußballturnier 2012
| Gruppe G, 25. Juli 2012 in Glasgow |   |           |           |
| Kolumbien                          | – | Nordkorea | 0:2 (0:1) |
| Gruppe E, 31. Juli 2012 in London  |   |           |           |
| Team GB                            | – | Brasilien | 1:0 (1:0) |

### Algarve-Cup 2013
| Gruppe A, 6. März 2013 in Parchal   |   |       |           |
| Norwegen                            | – | Japan | 2:0 (2:0) |
| Finale, 13. März 2013 in Faro/Loulé |   |       |           |
| Deutschland                         | – | USA   | 0:2 (0:2) |

### CONCACAF U-20-Meisterschaft 2014
| Gruppe A, 9. Januar 2014 in George Town als 4. Offizielle  |   |                   |           |
| USA                                                        | – | Costa Rica        | 6:0 (3:0) |
| Gruppe A, 11. Januar 2014 in George Town als 4. Offizielle |   |                   |           |
| Jamaika                                                    | – | USA               | 0:3 (0:2) |
| Gruppe A, 13. Januar 2014 in George Town                   |   |                   |           |
| Jamaika                                                    | – | Costa Rica        | 1:1 (0:1) |
| Halbfinale, 17. Januar 2014 in George Town                 |   |                   |           |
| USA                                                        | – | Trinidad & Tobago | 6:0 (4:0) |
| Finale, 19. Januar 2014 in George Town als 4. Offizielle   |   |                   |           |
| Mexiko                                                     | – | USA               | 0:4 (0:1) |

### U-20-Weltmeisterschaft 2014
| Gruppe C, 6. August 2014 in Moncton   |   |             |           |
| England                               | – | Südkorea    | 1:1 (0:1) |
| Gruppe B, 12. August 2014 in Montréal |   |             |           |
| Brasilien                             | – | Deutschland | 1:5 (1:0) |
| Finale, 24. August 2014 in Montréal   |   |             |           |
| Nigeria                               | – | Deutschland | 0:1 n. V. |

### CONCACAF Women’s Gold Cup 2014
| Gruppe B, 16. Oktober 2014 in Kansas City      |   |            |                      |
| Costa Rica                                     | – | Mexiko     | 1:0 (1:0)            |
| Gruppe B, 21. Oktober 2014 in Washington, D.C. |   |            |                      |
| Martinique                                     | – | Costa Rica | 1:6 (0:3)            |
| Spiel um Platz 3, 26. Oktober 2014 in Chester  |   |            |                      |
| Trinidad und Tobago                            | – | Mexiko     | 2:4 n. V. (2:2, 0:1) |

### Weltmeisterschaft 2015
| Gruppe B, 7. Juni 2015 in Ottawa         |   |                |                                  |
| Deutschland                              | – | Elfenbeinküste | 10:0 (5:0)                       |
| Gruppe E, 13. Juni 2015 in Montréal      |   |                |                                  |
| Brasilien                                | – | Spanien        | 01:0 (1:0)                       |
| Gruppe F, 17. Juni 2015 in Montréal      |   |                |                                  |
| England                                  | – | Kolumbien      | 02:1 (2:0)                       |
| Viertelfinale, 26. Juni 2015 in Montréal |   |                |                                  |
| Deutschland                              | – | Frankreich     | 01:1 n. V. (1:1, 0:0), 5:4 i. E. |

### Olympisches Fußballturnier 2016
| Gruppe E, 3. August 2016 in Rio de Janeiro       |   |                     |                      |
| Brasilien                                        | – | Volksrepublik China | 3:0 (1:0)            |
| Viertelfinale, 12. August 2016 in Belo Horizonte |   |                     |                      |
| Brasilien                                        | – | Australien          | 0:0 n. V.; 7:6 i. E. |
| Finale, 19. August 2016 in Rio de Janeiro        |   |                     |                      |
| Schweden                                         | – | Deutschland         | 1:2 (0:0)            |

### U-20-CONCACAF-Meisterschaft 2018
| Gruppe B, 19. Januar 2018 in Couva |   |         |                                 |
| Mexiko                             | – | Jamaika | 4:0 (2:0)                       |
| Gruppe B, 21. Januar 2018 in Couva |   |         |                                 |
| Jamaika                            | – | USA     | 1:2 (0:1)                       |
| Finale, 28. Januar 2018 in Couva   |   |         |                                 |
| USA                                | – | Mexiko  | 1:1 n. V., 2:4 i. E. (1:1, 0:1) |

### U-20-Weltmeisterschaft 2018
| Gruppe D, 9. August 2018 in Saint-Malo       |   |           |           |
| Deutschland                                  | – | China     | 2:0 (2:0) |
| Viertelfinale, 16. August 2018 in Concarneau |   |           |           |
| Frankreich                                   | – | Nordkorea | 1:0 (1:0) |

### CONCACAF Women’s Gold Cup 2018
| Gruppe A, 4. Oktober 2018 in Cary            |   |         |                                 |
| Vereinigte Staaten                           | – | Mexiko  | 6:0 (1:0)                       |
| Spiel um Platz 3, 17. Oktober 2018 in Frisco |   |         |                                 |
| Panama                                       | – | Jamaika | 2:2 n. V. (1:1, 0:1); 2:4 i. E. |

### SheBelieves Cup 2019
| 5. März 2019 in Tampa |   |           |           |
| Vereinigte Staaten    | – | Brasilien | 1:0 (1:0) |